# Hohentannen
Hohentannen es una comuna suiza del cantón de Turgovia, situada en el distrito de Weinfelden. Limita al norte con las comunas de Sulgen y Erlen, al este con Zihlschlacht-Sitterdorf, al sur con Bischofszell, y al oeste con Kradolf-Schönenberg.
Hasta el 31 de diciembre de 2010 situada en el distrito de Bischofszell.